# (8889) Similitortue

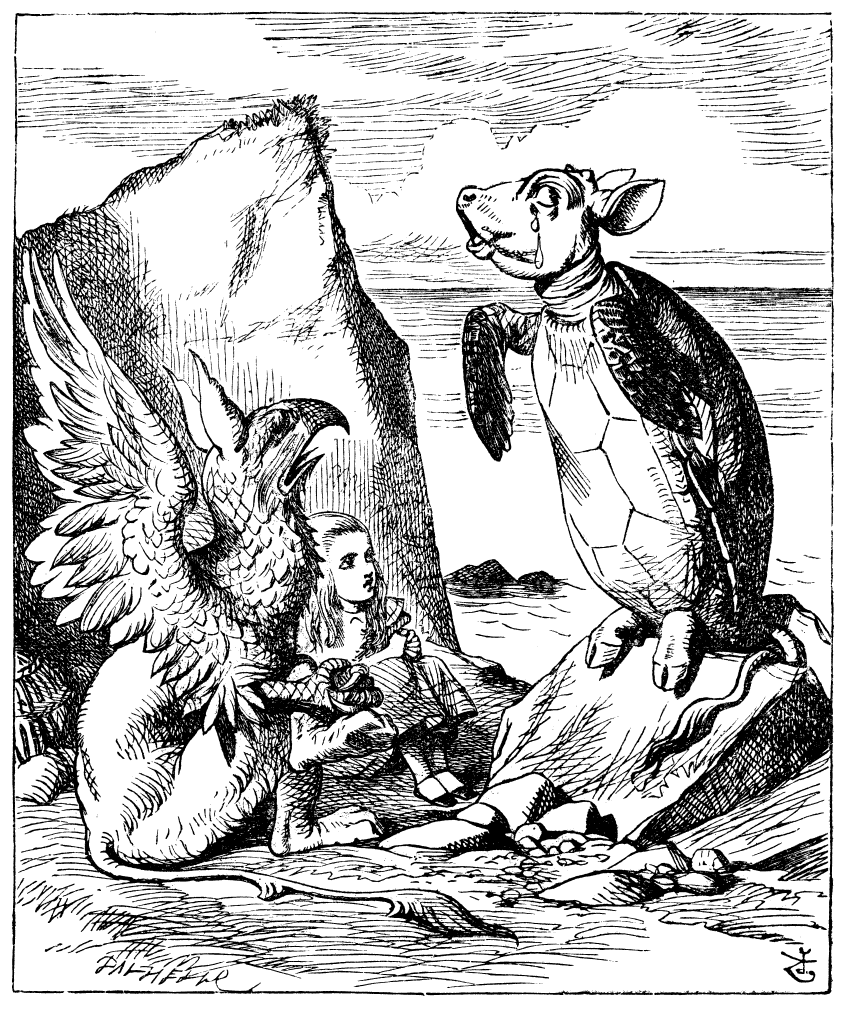
Les personnages de Griffon et de Simili-Tortue

(8889) Similitortue, désignation internationale (8889) Mockturtle, est un astéroïde de la ceinture principale.

## Description
(8889) Similitortue est un astéroïde de la ceinture principale. Il fut découvert par Yoshisada Shimizu et Takeshi Urata le 31 juillet 1994 à l'observatoire de Nachikatsuura. Il présente une orbite caractérisée par un demi-grand axe de 3,037 UA, une excentricité de 0,139 et une inclinaison de 11,97° par rapport à l'écliptique.
Il fut nommé en hommage au personnage de Simili-Tortue dans le roman Les Aventures d'Alice au pays des merveilles de Lewis Carroll.

## Compléments